# Мемориал Эрнста Аббе
Мемориал Эрнста Аббе представляет собой кенотаф, воздвигнутый на основании конкурса, проведённого специально созванным комитетом на площади имени Карла Цейсса в Йене гражданами города в память этого выдающегося социального реформатора, предпринимателя и учёного. Памятник открыт 30 июля 1911 года.
Мемориал представляет собой восьмиугольное здание в форме храма, накрытое крышей, типичной для бельгийских построек, со стеклянным фонарём в центре, четырьмя входами и мраморным полом. Здание построено по проекту архитектора Анри Ван де Велде.
В здание ведут четыре бронзовые двери с рельефами работы бельгийского художника Константина Менье. При открытых дверях доступ внутрь невозможен, поскольку дверной проём закрыт стеклянной пластиной.
В центре зала, занимающего весь внутренний объём здания, установлена мраморная герма, сделанная из мрамора Максом Клингером, увенчанная бюстом Аббе. На боковых и тыльной стороне гермы размещены барельефы, посвящённые основному вкладу Аббе в астрономическое приборостроение, усовершенствование микроскопа и в укрепление тесной связи науки и техники.

## Изображения Мемориала

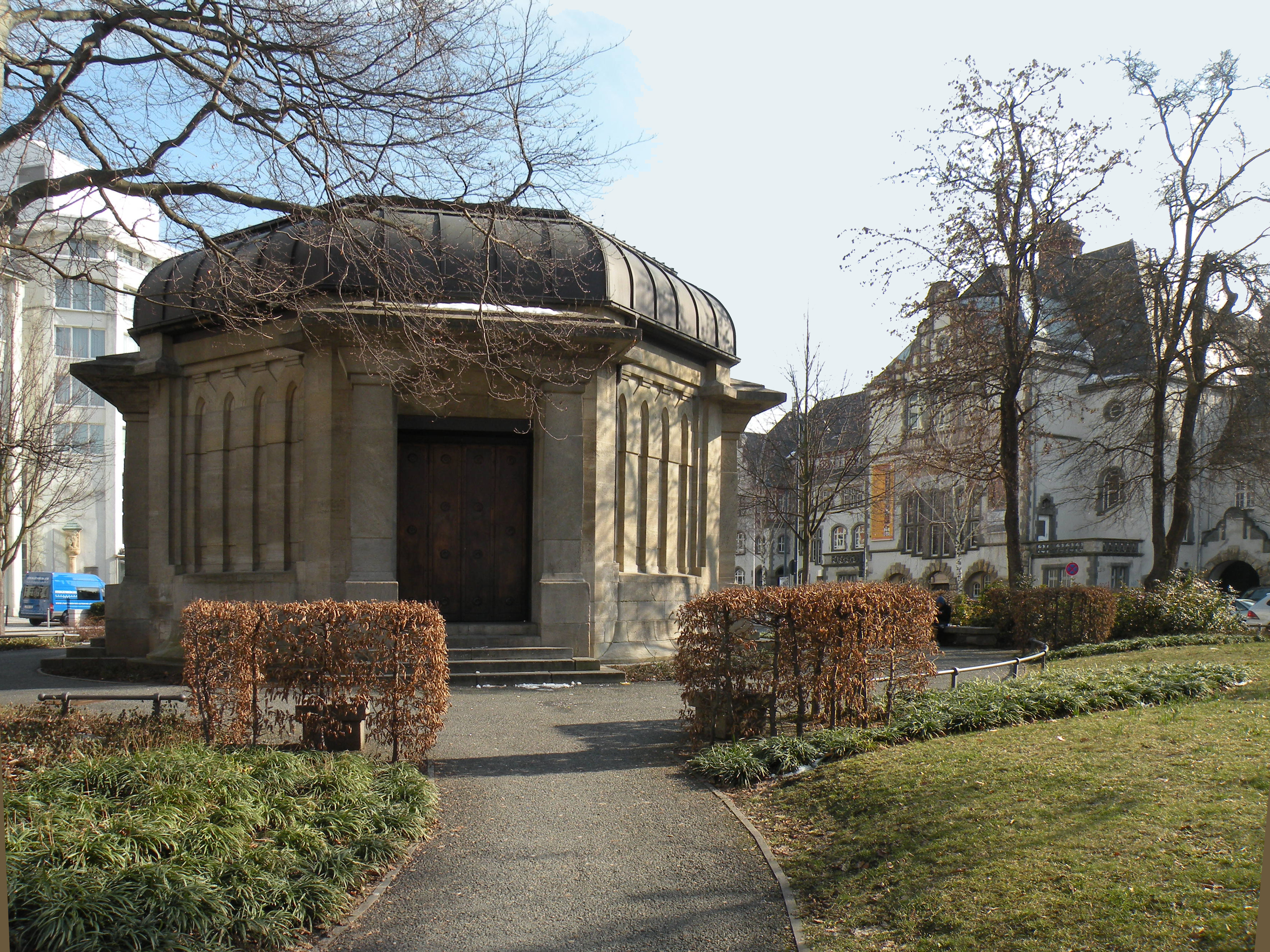
Вид мемориала с запада
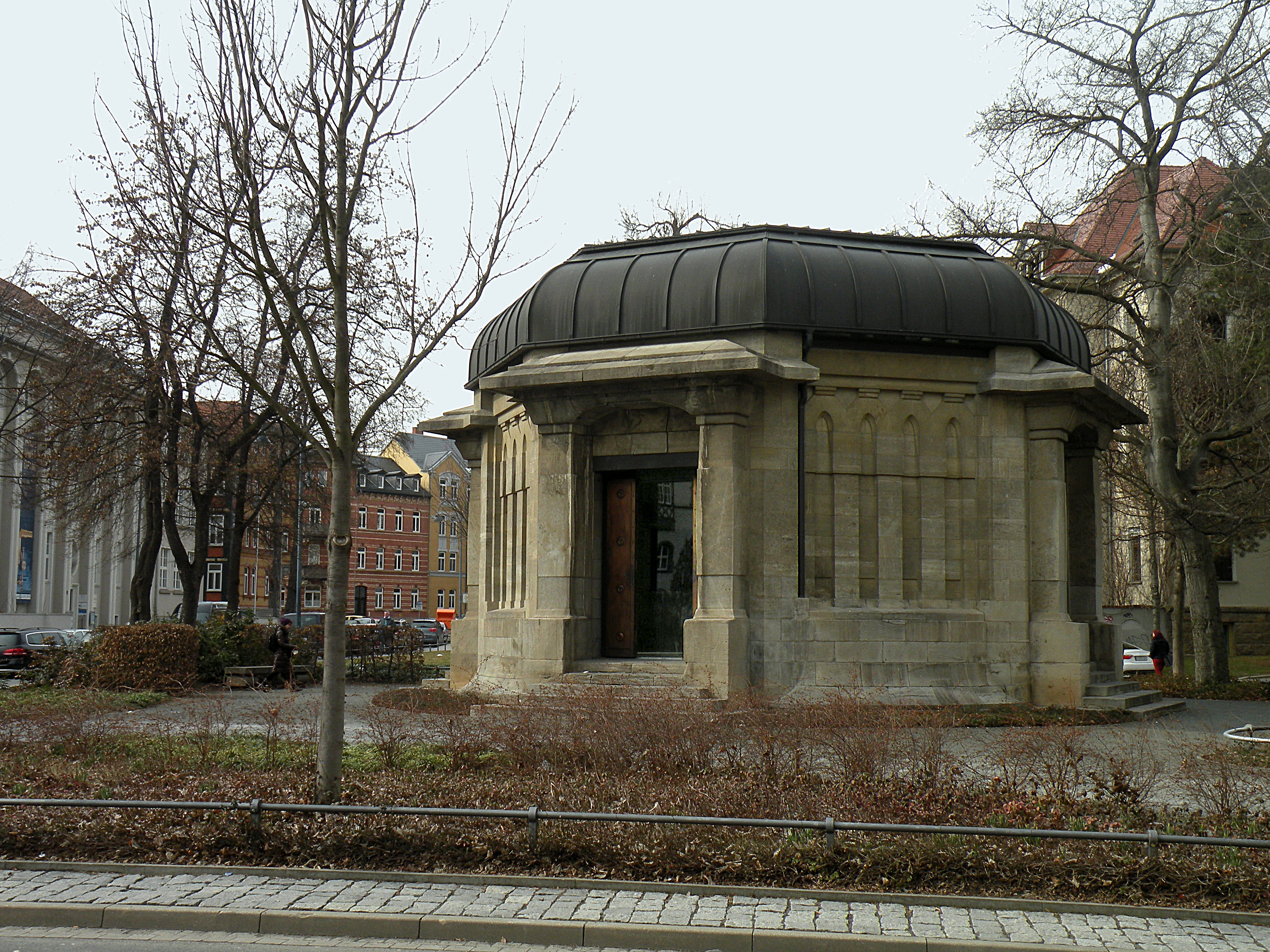
Вид мемориала с востока